# Uhilnea, Strîi
Uhilnea (în ucraineană Угільня) este un sat în comuna Velîki Didușîci din raionul Strîi, regiunea Liov, Ucraina.

## Demografie
Componența lingvistică a localității Uhilnea
     Ucraineană (100%)
Conform recensământului din 2001, toată populația localității Uhilnea era vorbitoare de ucraineană (100%).